# Leptobotia pellegrini
Leptobotia pellegrini és una espècie de peix de la família dels cobítids i de l'ordre dels cipriniformes.

## Morfologia
Fa 22 cm de llargària màxima.

## Alimentació
És un depredador bentònic que es nodreix d'insectes, crustacis i peixets.

## Hàbitat i distribució geogràfica
És un peix d'aigua dolça (pH entre 7 i 8) i salabrosa, demersal i de clima subtropical, el qual viu a Àsia: la Xina (Sichuan, Fujian, Guangdong, Guangxi, Hunan i Zhejiang, incloent-hi les conques dels rius Iang-Tsé i Perla).

## Amenaces
Les seues principals amenaces són la urbanització i la contaminació d'origen agrícola (és intolerant a l'acumulació de deixalles orgàniques i requereix en tot moment d'aigua neta i oxigenada per poder viure).

## Observacions
És inofensiu per als humans i consumit com a aliment a nivell local.